# موهان شانكار
موهان شانكار هو مخرج وممثل هندي، ولد في 24 سبتمبر 1973.

## وصلات خارجية
- موهان شانكار على موقع IMDb (الإنجليزية)